# Rea Silvia (Jacopo della Quercia)
La statua di Rea Silvia (o Caritas publica) fa parte della decorazione originaria di Jacopo della Quercia per la Fonte Gaia a Siena. Fa coppia con Acca Larenzia e oggi è conservata, con gli altri rilievi della fonte, nel complesso museale di Santa Maria della Scala a Siena (all'esterno si trovano le copie del 1868 di Tito Sarrocchi). È in marmo e misura 163 cm di altezza.

## Storia
La decorazione della Fonte Gaia venne commissionata nel 1409, ma portata a compimento dall'artista solo nel 1419, dieci anni più tardi. Rea Silvia in particolare risale al 1414-1418. Rea Silvia venne gravemente danneggiata nel 1743, quando per assistere al palio uno spettatore vi si arrampicò, facendola frantumare a terra e perdendo la vita nell'incidente. A causa di questo episodio e dell'inesorabile degrado della fontana si decise nel XIX secolo di provvedere alla sostituzione di tutti i rilievi.
Con la creazione della copia ottocentesca, le statue e i rilievi della fontana vennero smontati e ricoverati prima nel Palazzo Pubblico, poi, in tempi recenti, a Santa Maria della Scala.

## Descrizione e stile
L'opera si trovava a una delle due estremità del parapetto marmoreo della fonte. Rea Silvia era la madre naturale dei gemelli Romolo e Remo, mentre Acca Larenzia, secondo la leggenda che la voleva moglie di Faustolo, ne era la madre adottiva. Entrambe le figure sono infatti rappresentate con i gemelli in braccio o ai piedi, ricollegandosi all'origine mitologica di Siena come fondata da Senio,  uno dei figli di Remo, fondatore di Roma.
La statua è ben rappresentativa dello stile dello scultore e della direzione delle sue ricerche. Tramite un personalissimo ripensamento dei modi della scultura gotica, aggiornandosi alle novità della scultura borgognona e fiorentina, Jacopo arrivò a creare figure di grande vitalità, con schemi compositivi nuovi e liberi.
Rea Silvia è in piedi, vestita riccamente a ricordare il suo status nobiliare, e in braccio tiene uno dei gemelli, che le tende le braccia, mentre l'altro è ai suoi piedi e allunga un braccio verso la sua mano, che lo accoglie con un gesto tenero. La resa delle figure è vivida e naturale, con un avvitamento di linee a spirale, meno evidente che nell'Acca Larenzia, ma altrettanto studiato. Le pose dei bambini accelerano il senso di movimento e tridimensionalità, invitando lo spettatore a una pluralità di vedute, aventi la madre come perno.